# Eugnathia marmorea
Eugnathia marmorea là một loài bướm đêm trong họ Erebidae.